# Noordwijk (Drenthe)
Noordwijk is een buurtschap in de Nederlandse provincie Drenthe. Het ligt in de gemeente De Wolden, één kilometer van de Wijk. De buurtschap omvat ca. 30 huizen en heeft zo'n 80 inwoners.
De oudste vermelding van Noordwijk dateert uit 1867 en het ontleent zijn naam aan de ligging ten noorden van de Wijk.

## Ligging
Noordwijk ligt rond de Noorder Kanaalweg en Zuider Kanaalweg en wordt van de Wijk gescheiden door de Hoogeveense Vaart en de A28.
Dorpen en Buurtschappen: Alteveer · Ansen (deels) · Berghuizen · Drogteropslagen · Echten · Eursinge · Fort · Haakswold · Hees · Kerkenveld · Koekange · Koekangerveld · Linde · Oldenhave · Oosteinde · Ruinen · Ruinerweide · Ruinerwold · Veeningen · Weerwille · de Wijk · Zuidwolde

Overige kernen: Anholt · Armweide · Bazuin · Benderse (deels) · Blijdenstein · Bloemberg · Braamberg (deels) · Buitenhuizen · Bultinge · Dickninge · Dijkhuizen · Drogt · Dunningen · Eemten · Engeland · Gijsselte · Haalweide · Hoge Linthorst · Kraloo (deels) · Kraloo · Leeuwte · Lubbinge · Lunssloten · Middelveen · Nolde · Noordwijk · Oosterwijk · Oshaar · Oud Veeningen · Paardelanden · Pieperij · Rheebruggen · Schottershuizen · Schrapveen · De Stapel · Steenbergen · Struikberg · De Stuw · Ten Arlo · De Tippe · Vuile Riete · Wemmenhove · Witteveen (deels) 

Drenthe: Steden en dorpen      Nederland: Provincies · Gemeenten